# سرگئی ورلین
سرگئی ورلین (انگلیسی: Sergey Verlin؛ زادهٔ ۱۲ اکتبر ۱۹۷۴) سیاستمدار، مربی (ورزش)، و قایقران کانو اهل روسیه است.